# The Drop of Blood
The Drop of Blood è un cortometraggio muto del 1913 diretto da Frederick A. Thomson che appare nei credit con il nome di Fred Thomson. Prodotto dalla Vitagraph su un soggetto di Beta Breuil, il film aveva come interpreti Julia Swayne Gordon, George Cooper, Robert Gaillard, Harry T. Morey.

## Trama
Slick, un piccolo malvivente, ha giurato di vendicarsi di Albert Johnson, un detective che sta per sposarsi. Un giorno, segue il suo nemico e lo pugnala alle spalle, lasciandolo morto a terra. Carmina, la moglie di Johnson, è sicura che l'assassino sia Slick e, benché questi al processo porti un solido alibi, la donna non demorde. Comincia a pedinarlo e, travestita da cameriera, trova lavoro nella casa dove alloggia Slick: lì scopre che l'uomo ha una strana paura per le macchie di sangue e che cerca di lavar via una macchia dalla manica della giacca. Carmina, allora, usando l'inchiostro rosso, riproduce nuovamente la macchia sull'indumento. Slick ne rimane terrorizzato. Lei comincia a mettergli macchie rosse dappertutto, finché, una notte l'uomo - sull'orlo di una crisi - le confessa il suo delitto. Carmina lo consegna alla polizia, mentre la mente di Slick cede completamente e scivola nella pazzia.

## Produzione
Il film fu prodotto dalla Vitagraph Company of America.

## Distribuzione
Distribuito dalla General Film Company, il film - un cortometraggio in una bobina - uscì nelle sale cinematografiche statunitensi il 18 giugno 1913.